# SystemRescue
SystemRescue (dawniej jako SystemRescueCD) – minidystrybucja Live CD/Live USB Linuksa bazująca na Arch Linux (do wersji 5.x na Gentoo Linux), pełniąca rolę dysku ratunkowego.
SystemRescue ma zapewniać możliwość łatwego wykonywania zadań administracyjnych, takich jak tworzenie i edycja partycji.
Jądro obsługuje najpopularniejsze systemy plików: ext2, ext3, ext4 ReiserFS, Reiser4, Btrfs, XFS, JFS, VFAT, NTFS, ISO 9660, NFS i SMB.
Podstawowym menadżerem okien jest Xfce.

## Aplikacje

### Najważniejsze aplikacje
Główne aplikacje znajdujące się w systemie to m.in.:
- GNU Parted – konsolowy program umożliwiający m.in. tworzenie, zmienianie rozmiarów, przenoszenie i kopiowanie partycji.
- GParted – graficzny edytor partycji, umożliwiający ich wyświetlanie, sprawdzanie, zmienianie rozmiarów, kopiowanie, przenoszenie, tworzenie, formatowanie i usuwanie. Bazuje na programie GNU Parted.
- Partimage – oprogramowanie do tworzenia kopii zapasowych partycji, zapisujące zawartość partycji do skompresowanego pliku.
- FSArchiver – narzędzie umożliwiające zapisywanie zawartości systemu plików do skompresowanego pliku. System plików może następnie zostać przywrócony na partycji o innym rozmiarze lub z innym systemem plików.
- NTFS-3G – sterownik umożliwiający montowanie partycji z systemem plików NTFS z pełnym wsparciem dla zapisu i odczytu danych.
- sfdisk – narzędzie do zarządzania tablicami partycji. Umożliwia zapisywanie/przywracanie tablicy partycji do/z pliku.
- TestDisk – oprogramowanie do odtwarzania straconych partycji i naprawiania sektorów rozruchowych partycji.
- Memtest86+ – narzędzie testujące pamięć RAM zamontowaną w komputerze w celu wykrycia ewentualnych uszkodzeń.
- Midnight Commander – tekstowy menedżer plików z pseudograficznym interfejsem użytkownika, umożliwiający m.in. przeglądanie katalogów, kopiowanie, przenoszenie, kasowanie, wyszukiwanie i edytowanie plików.

### Wszystkie aplikacje
Pełna lista pakietów znajdujących się w systemie dostępna jest na jego stronie internetowej.

## Obsługiwane języki
Dystrybucja SystemRescue obsługuje język angielski i francuski.